# Monarquía de San Cristóbal y Nieves
San Cristóbal y Nieves es una monarquía constitucional en la que el monarca es el jefe de Estado. El actual poseedor es el Rey Carlos III, que también funge como soberano de los demás reinos de la Mancomunidad de Naciones. Los deberes constitucionales del rey son generalmente delegados al Gobernador General de San Cristóbal y Nieves.  
La sucesión real está regida por el Acta de Establecimiento de 1701, que es parte de las leyes constitucionales. Desde junio de 1983 las dos islas de San Cristóbal y Nieves han sido un estado democrático federal soberano, denominado en ocasiones como la Federación de San Cristóbal y Nieves.

## Papel internacional y doméstico

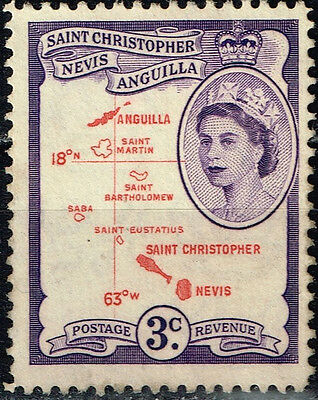
Sello postal de San Cristóbal y Nieves

Cincuenta y cuatro estados son miembros de la Mancomunidad de Naciones. Quince de ellos son específicamente un reino de la Mancomunidad que reconocen, individualmente, a la misma persona como su Monarca y Jefe de Estado; San Cristóbal y Nieves es uno de ellos. A pesar de compartir la misma persona como su respectivo monarca, cada uno de los reinos - incluyendo a San Cristóbal y Nieves - es soberano e independiente de los otros.